# Macia
Macia – miasto na Mozambiku, w prowincji Gaza.